# Californication (szó)
A Californication angol vegyülékszó, mely az 1970-es, 80-as években keletkezett az Egyesült Államokban. A "to Californicate" ige először Oregon államban tűnt fel az autók lökhárítójára ragasztott "Don't Californicate Oregon" szövegben.
A matricák a lakosok tiltakozását fejezték ki a Kaliforniából államukba érkező tömegek ellen. A hirtelen jött hullámot az 1964-re megépített Interstate 5 autópálya okozta, azelőtt ugyanis a két államot összekötő legmagasabb rangú út a mindössze kétsávos, éles kanyarokkal tűzdelt Oregon Highway 99 volt. Az autópálya megépítésével azonban az addig elszigetelt állam is népszerű nyaralóhellyé kezdett alakulni, az újonnan épített út melletti városok (Medford, Eugene, Portland) lélekszáma azóta megháromszorozódott (bár az USA déli határa felől a keleti part államaiba érkező bevándorlók szintén hatottak az említett városok lélekszámának növekedésére).
A szó a California és a fornication (paráználkodás) kifejezések egybeolvadása, tulajdonképp a magyarban is használt globalizáció szó erősen negatív előjelű angol megfelelője.